# Conceição da Feira (kommun)
Conceição da Feira är en kommun i Brasilien.   Den ligger i delstaten Bahia, i den östra delen av landet, 1 000 km öster om huvudstaden Brasília. Antalet invånare är 20 408.
Följande samhällen finns i Conceição da Feira:
- Conceição da Feira

Omgivningarna runt Conceição da Feira är huvudsakligen savann. Runt Conceição da Feira är det ganska tätbefolkat, med 111 invånare per kvadratkilometer.